# 赫斯曼 (伊利諾伊州)
赫斯曼（英語：Hersman）是位於美國伊利諾伊州布朗縣的一個非建制地區。該地的面積和人口皆未知。

## 地理
赫斯曼的座標為39°57′00″N 90°44′28″W / 39.95000°N 90.74111°W，而該地的平均海拔高度為213米（即699英尺）。